# جائزة فرنسا الكبرى 2003
جائزة فرنسا الكبرى 2003 هو سباق فورمولا 1 أقيم بتاريخ 6 يوليو 2003 في حلبة نيفير مانيي كور، فرنسا. كان العاشر من أصل 16 في بطولة العالم لسباقات الفورمولا واحد موسم 2003. حلّ الألماني رالف شوماخر أولا بينما جاء الكولومبي خوان بابلو مونتويا في المركز الثاني وحصل على المركز الثالث الألماني مايكل شوماخر.